# Hiéroglyphe égyptien I5A
Le hiéroglyphe égyptien I5A (effigie de crocodile) est classifiée dans la section I « Amphibiens, reptiles, etc. » de la liste de Gardiner ; cet hiéroglyphe y est noté I5A. 

## Représentation
Il représente une effigie de crocodile du Nil (Crocodylus niloticus) (Gardiner le nomme aussi « pierre archaïque (?) »).
Il est translittéré Sbk.

## Utilisation
| s | b | k · I5A |

| s | b | k · I5A |

| I5 |

| I5 |

| I3 |

| I3 |